# Hans Wolfgang Rombach
Hans Wolfgang Rombach (* 19. März 1923 in Düren; † 28. Februar 2007 in Düsseldorf) war ein deutscher Verwaltungsjurist.

## Werdegang
Nach einem rechtswissenschaftlichen Studium war er ab 1945 Gerichtsreferendar und ab 1950 Gerichtsassessor. Im gleichen Jahr nahm er eine Tätigkeit bei der Bezirksregierung Aachen auf und wurde 1951 zum Regierungsassessor ernannt. 1953 wechselte er als Regierungsrat in das Innenministerium des Landes Nordrhein-Westfalen, wo er 1955 zum Oberregierungsrat ernannt wurde. 1958 wurde er zur Staatskanzlei versetzt. Dort war er Leiter des Referats Kabinetts- und Landtagsangelegenheiten sowie persönlicher Referent des Ministerpräsidenten Franz Meyers (CDU). 1959 übernahm er unter Ernennung zum Regierungsdirektor die Leitung des Referats Verteidigungsangelegenheiten, Ordenssachen, Verwaltung des Sonderfonds des Ministerpräsidenten innerhalb des Landesjugendplans und blieb weiterhin persönlicher Referent des Ministerpräsidenten. Es folgten die Ernennungen zum Ministerialrat (1959) und zum Ministerialdirigenten (1966). 1967 wurde er Leiter der Abteilung I: Recht und Verwaltung der Staatskanzlei. 1984 trat er in den Ruhestand.

## Ehrungen
- 1973: Verdienstkreuz 1. Klasse der Bundesrepublik Deutschland
- 1978: Großes Verdienstkreuz der Bundesrepublik Deutschland[1]
- 1987: Verdienstorden des Landes Nordrhein-Westfalen[2]